# Pachydrus cribratus
Pachydrus cribratus är en skalbaggsart som beskrevs av Sharp 1882. Pachydrus cribratus ingår i släktet Pachydrus och familjen dykare. Inga underarter finns listade i Catalogue of Life.